# Соловей, Адам Андреевич
Ада́м Андре́евич Солове́й (1868 — ?) — член Государственной думы II созыва от Подольской губернии, крестьянин.

## Биография

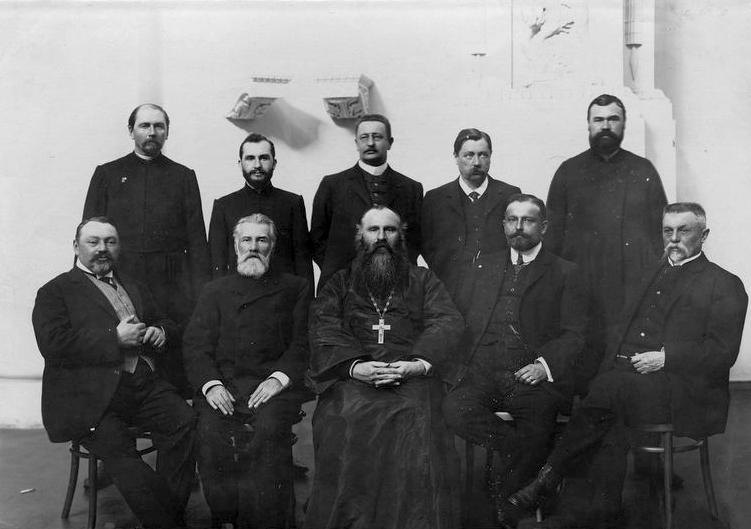
Депутаты Государственной думы II созыва от Подольской губернии. Стоят: Соловей А.А., Неизвестный-1, Неизвестный-2, Мороз П.С., Туперко С.Т.; сидят: Семёнов А.И., Лисовский В.К., Дидурык А.И., Гриневич А.И., Рогожа П.М., Матвеев С.К., Зубченко П.С., Дубонос Ф.Ф.

Римско-католического вероисповедания. Крестьянин села Райковцы Проскуровского уезда.
Начальное образование получил дома. Малограмотный. Занимался земледелием (3 десятины).
В феврале 1907 года был избран во II Государственную думу от Подольской губернии. Входил в Трудовую группу и фракцию Крестьянского союза, а также в Украинскую громаду.
Судьба после роспуска II Думы неизвестна.